# Бенедиктов, Иван Александрович
Ива́н Алекса́ндрович Бенеди́ктов (23 марта [5 апреля] 1902, Костромская губерния (с 1925 года — в составе города Вичуга Ивановской области) — 28 июля 1983, Москва) — советский государственный деятель, дипломат. Более двадцати лет (с 1937 по 1959) занимал ключевые посты в руководстве сельским хозяйством страны (преимущественно в ранге наркома или министра). Министр сельского хозяйства СССР (1953—1955). Чрезвычайный и полномочный посол СССР в Индии (1953, 1959—1967) и Югославии (1967—1971). Доктор экономических наук.
Член ЦК КПСС (1939—1941, 1952—1971, кандидат 1941—1952). Депутат Верховного Совета СССР 2, 4 и 5-го созывов.

## Биография
Родился в семье почтового служащего. Известно, что его отец Александр Григорьевич Бенедиктов в 1911 году занимал должность начальника почтово-телеграфной конторы в чине надворного советника.
Трудовую деятельность начал в 1917 году чернорабочим текстильной фабрики в селе Бонячки (ныне город Вичуга).
- В 1918—1920 годах — рабочий сцены народного театра в городе Ардатове, Мордовия,.
- В 1920—1923 годах — учащийся рабфака имени Покровского в Москве.
- В 1923—1927 годах — студент экономического факультета Тимирязевской сельскохозяйственной академии.
- В 1927—1928 годах — агроном-экономист в Наркомате земледелия и Колхозцентре Узбекской ССР, заместитель начальника планово-экономического бюро Наркомата земледелия Узбекской ССР.
- В 1928—1930 годах — заместитель председателя Колхозцентра Узбекской ССР.
- Член ВКП(б) с 1930 года.
- В 1930—1931 годах — служба в РККА, политрук.
- В 1931—1936 годах — заместитель директора, а с 1932 года — директор Московского областного треста овощеводческих совхозов.
- В 1936—1937 годах — научный сотрудник Научно-исследовательского колхозного института.

## В должности наркома
- В 1937—1938 годах — народный комиссар зерновых и животноводческих совхозов РСФСР.
- С март по ноябрь 1938 года — первый заместитель наркома земледелия СССР.
- В 1938—1943 годах — народный комиссар земледелия СССР. На этом посту в марте 1939 года выступил на XVIII съезде ВКП(б) в прениях к докладу В. М. Молотова о третьем пятилетнем плане развития народного хозяйства СССР.

## Всесоюзная сельскохозяйственная выставка
В 1939—1941 годах — председатель Главного выставочного комитета Всесоюзной сельскохозяйственной выставки (ВСХВ). 25 июля 1939 года — выставку посетили руководители страны, их сопровождали и давали им разъяснения Бенедиктов и Н. В. Цицин, директор ВСХВ.
Организация столь грандиозного мероприятия легла на плечи И. А. Бенедиктова. Со всей страны осуществлялась доставка «экспонатов», демонстрирующих достижения в сельском хозяйстве, в том числе, птицы и скота. Скоропортящиеся фрукты и овощи доставлялись самолётами. Выставка стала мощный инструментом пропаганды лучших достижений, стимулировала соревнование и рост производительности труда на селе.
В 1939—1941 годах по результатам выставки 1939 года под редакцией И. А. Бенедиктова было выпущено около трёх десятков фотоальбомов, посвящённых достижениям как отдельных республик, так и отдельных отраслей сельского хозяйства.

## В первые годы войны
В должности народного комиссара земледелия СССР в предвоенное время сумел создать систему стратегических резервов. С началом Великой Отечественной войны руководил эвакуацией ресурсов сельского хозяйства, обеспечивал продовольственное снабжение населения и армии.
В годы войны на востоке страны и на поливных землях Средней Азии было осуществлено масштабное расширение посевных площадей и освоение новых культур.

## Тандем Андреев — Бенедиктов
В 1943—1946 годах — первый заместитель народного комиссара — министра земледелия СССР.
Перевод Бенедиктова из наркомов в первые замы был вызван стремлением Сталина реализовать в сельском хозяйстве тандем «воля — ум», который с успехом был осуществлён в армии (Жуков — Василевский). Как признавался сам Бенедиктов, самыми тяжёлыми для него годами была вторая половина 1942 и 1943 годов. Справляться с нарастающими трудностями становилось все сложнее. Истощенному сельскому хозяйству требовалась «железная рука». Поэтому Сталин вынужден был своего любимца (по мнению Семичастного) усилить надежным прикрытием, назначив министром земледелия А. А. Андреева, преданного вождю секретаря ЦК, зловещую фигуру годов репрессий («ястреба» — как назвал его сам Бенедиктов).
В рамках работы в области земледелия И. А. Бенедиктову приходилось заниматься самыми неожиданными вопросами. В частности, он присутствовал на заседании Специального комитета при Совнаркоме СССР, состоявшемся 30 ноября 1945 года.
На этом заседании он внёс дополнения в проект Б. Л. Ванникова, Н. А. Борисова и А. И. Алиханова о создании Лаборатории № 3 АН СССР (современный ИТЭФ).
Готовый документ был выпущен как постановление СНК СССР от 1 декабря 1945 года № 3010-895сс «Об организации Лаборатории № 3 Академии наук СССР».

## В должности министра в послевоенные годы
- В 1946—1947 годах — министр земледелия СССР.
- В 1947—1953 годах — министр сельского хозяйства СССР.

В должности министра выступал с публичными лекциями, преподавал на кафедре экономики сельского хозяйства в ТСХА (1948—1957). Под его редакцией в 1947—1950 годах выходила просветительская серия «Агрономические беседы».
На августовской сессии ВАСХНИЛ 1948 года поддержал сторону Т. Д. Лысенко в его противостоянии с генетиками.

## Краткосрочная опала в 1953 году
В марте 1953 года — на четвёртой сессии Верховного Совета СССР министерство сельского хозяйства, министерство совхозов, министерство лесного хозяйства, министерство заготовок были объединены в одно министерство сельского хозяйства и заготовок. Министром назначили А. И. Козлова, а И. А. Бенедиктов был направлен на дипломатическую работу.
Причиной этого могли быть как довольно таки конфликтные отношения с Берией (например, стычка по поводу сельского хозяйства Грузии в 1950 г.), так и большая осведомлённость И. Бенедиктова о последних планах Сталина и последних днях жизни вождя.
В апреле-сентябре 1953 г. — Чрезвычайный и полномочный посол СССР в Индии. Вручение верительных грамот произошло 4 июля 1953 г. В сентябре 1953 г. срочно возвратился в Москву и вновь был назначен министром сельского хозяйства СССР.
Это произошло, безусловно, с подачи Хрущёва, который хорошо знал Бенедиктова и считал его своим союзником на предстоящем сентябрьском пленуме ЦК КПСС.

## Разногласия с Хрущёвым
В сентябре-ноябре 1953 года — министр сельского хозяйства и заготовок СССР, в 1953—1955 годах — министр сельского хозяйства СССР. На этом посту в
декабре 1953 года направил в ЦК КПСС на имя Хрущева докладную записку, в которой предлагал увеличить производство зерна в стране за счёт распашки перелогов, залежей, целинных земель. Спустя полтора месяца Хрущев направил в Президиум ЦК записку за своей подписью, которая повторяла основные положения из документа, подготовленного Бенедиктовым. Через некоторое время было принято постановление об освоении целинных земель.
В 1955—1957 годах — министр совхозов СССР. В 1955 году возглавил сельскохозяйственную делегацию, выезжавшую в Великобританию. В 1956—1957 годах — заместитель Председателя Государственной экономической комиссии Совета Министров СССР по текущему планированию народного хозяйства. В 1957—1959 годах — министр сельского хозяйства РСФСР и заместитель председателя Госплана РСФСР.
Приход к власти Хрущёва, которого Бенедиктов хорошо знал с 1930-х годов, сначала расценивался им достаточно положительно. Но безграничная власть привела к метаморфозе Хрущёва. «Сделавшись Первым и укрепив свою власть отстранением „антипартийной“ группы, Хрущёв буквально на глазах начал меняться. Природный демократизм стал уступать место авторитарным замашкам, уважение к чужому мнению — гонениям на инакомыслящих, в число которых сразу же попадали те, кто не высказывал должного энтузиазма по поводу „новаторских“ идей „выдающегося марксиста-ленинца“». (Бенедиктов).
Бенедиктов не одобрял хрущёвское «освоение целины» за счёт отказа от интенсификации развития сельского хозяйства в центре России (так называемого Нечерноземья), он был против концепции «неперспективных деревень». Особенно резко Бенедиктов критиковал ликвидацию приусадебных хозяйств, безудержное насаждение кукурузы и планы переноса Тимирязевской сельскохозяйственной академии в сельскую местность.
«По правде говоря, я не сразу уловил эти изменения и продолжал на Политбюро, ответственных совещаниях унаследованную со сталинских времен привычку говорить то, что думаешь и считаешь правильным, приятно или неприятно это „вождю“. Хрущёв вначале реагировал на это спокойно. Постепенно, однако, в его отношении ко мне стала ощущаться какая-то отчужденность, а затем и открытая враждебность» (Бенедиктов).

## Посол СССР в Индии

Посол СССР в Индии Бенедиктов И. А. (справа) вручает верительные грамоты. 26 июня 1959 года.

В 1959—1967 годах — чрезвычайный и полномочный посол СССР в Индии. Вручение верительных грамот состоялось 26 июня 1959 года.

### История со Светланой Аллилуевой
6 марта 1967 года произошёл побег Светланы Аллилуевой на Запад.
 В начале 1967 года в Индию прилетела Светлана Аллилуева, дочь Сталина, чтобы развеять над Гангом прах неожиданно скончавшегося мужа-индуса. Это был её первый выезд за границу, и выпустили её сроком на месяц по решению высшего руководства страны. Бенедиктов, глубоко уважавший Сталина, создал для его дочери очень комфортные условия пребывания. Кроме того, Бенедиктов смог продлить срок пребывания в Индии для Светланы ещё на месяц, который она провела в деревне своего мужа. Продлить ещё на один месяц пребывание Аллилуевой в Индии Бенедиктову запретили, был приобретён обратный билет на самолёт на 6 марта 1967 года. Накануне, 5 марта, в день смерти Сталина, Светлана Аллилуева обедала вместе с Бенедиктовым и его супругой в советском посольстве. Бенедиктов, без согласования с КГБ, выдал Аллилуевой паспорт, хранившийся в его личном сейфе. На следующий день рано утром Светлана пришла в американское посольство, находившееся по соседству, и попросила политическое убежище. Исследователи сходятся во мнении, что побег С. Аллилуевой на Запад был спонтанным и заранее не планировался. На окончательное решение Светланы могла сильно повлиять последняя беседа с Бенедиктовым, содержание которой неизвестно.
Побег дочери Сталина имел важное политическое последствие: с должности председателя КГБ был смещён Семичастный, который был принципиален и независим от Брежнева. Сам Бенедиктов из Индии был переведён в Югославию.

### История с дневником Бенедиктова
- 1962 год — Бенедиктов в своём дневнике описывает содержание ряда своих встреч с различными партийными и государственными деятелями Индии. В дальнейшем дневник хранился в архиве КГБ.
- 1992 год — бегство на Запад Василия Митрохина, сотрудника архива КГБ. С собой он вывозит большой объём информации, скопированной с секретных архивных материалов, в том числе, выписки из дневника Бенедиктова.
- 2005 год — в Англии публикуется второй том «Архива Митрохина», в который были включены записи из дневника Бенедиктова. В Индии разгорается серьёзный политический скандал.

Дневник Бенедиктова и другие материалы из архива Митрохина показали, насколько серьёзно КГБ контролировал политику Индии и влиял на неё с помощью подконтрольных индийских СМИ и прямой финансовой поддержки как руководства индийских коммунистов, так и лидеров Индийского национального конгресса.

## Последние годы жизни

Могила Бенедиктова на Новодевичьем кладбище Москвы.